# Mount Lemmon Survey
Mount Lemmon Survey (MLS) ist Bestandteil der Catalina Sky Survey und trägt die Registriernummer G96. Die Hauptaufgabe ist die Suche nach erdnahen Objekten (NEO) und potentiell gefährlichen Asteroiden (potentially hazardous asteroid, auch PHAs genannt). Das dafür benutzte Instrument ist ein auf dem Gipfel des Mount Lemmon installiertes 152-cm-Cassegrain-Teleskop.
Am 7. Oktober 2008 kam es durch den italienischen Astronomen Andrea Boattini zu einer zufälligen Wiederentdeckung des „verlorenen“ Kometen 206P/Barnard-Boattini. Der Komet hatte seit seiner Erstentdeckung am 13. Oktober 1892 zwanzig Umläufe absolviert und dabei in den Jahren 1922, 1934 and 2005 den Jupiter in Entfernungen zwischen 0,3 und 0,4 AE passiert.
Am 4. September 2024 wurde der Asteroid 2024 RW1 vom Mount Lemmon Survey entdeckt, etwa 9 Stunden bevor er mit der Erde kollidierte.